# 751 (numero)
Settecentocinquantuno (751) è il numero naturale dopo il 750 e prima del 752.

## Proprietà matematiche
- È un numero dispari.
- È un numero difettivo.
- È un numero primo.
  - È un numero primo di Chen.
- È esprimibile come differenza di due quadrati: 751=3762−3752
- È un numero di Ulam.
- È un numero omirp.
- È un numero congruente.
- È un numero intero privo di quadrati.
- È parte della terna pitagorica (751, 282000, 282001).
- È un numero palindromo e un numero ondulante nel sistema di numerazione posizionale a base 25 (151)].
- È un numero malvagio.

## Astronomia
- 751 Faïna è un asteroide della fascia principale del sistema solare.
- NGC 751 è una galassia ellittica della costellazione del Triangolo.

## Astronautica
- Cosmos 751 è un satellite artificiale russo.